# Steve Poapst
Steve Ray Poapst (* 3. Januar 1969 in Cornwall, Ontario) ist ein ehemaliger kanadischer Eishockeyspieler und derzeitiger -trainer, der während seiner aktiven Laufbahn unter anderem für die Washington Capitals, Chicago Blackhawks, Pittsburgh Penguins und St. Louis Blues in der National Hockey League spielte. Seit der Saison 2010/11 ist er als Assistenztrainer bei den Rockford IceHogs aus der American Hockey League tätig. 2013 wurde Poapst mit der Aufnahme in die ECHL Hall of Fame geehrt.

## Karriere
Steve Poapst war zunächst von 1985 bis 1987 für die Smiths Falls Bears in der unterklassigen kanadischen Juniorenliga Central Junior A Hockey League aktiv, ehe er im Anschluss an dieses Engagement ein Studium an der renommierten Colgate University begann und für deren Eishockeymannschaft, die Red Raiders, in der ECAC Hockey auflief. Insgesamt vier Spielzeiten bestritt der Kanadier für die Universitätsmannschaft und gewann mit dieser im Jahr 1990 die Meisterschaft der ECAC. Im selben Jahr erreichte der Verteidiger mit dem Team außerdem die „Frozen Four“ der National Collegiate Athletic Association. Das Endspiel verlor Colgate jedoch mit 3:7 gegen die University of Wisconsin–Madison. Sein statistisch erfolgreichstes Spieljahr stellte die Saison 1990/91 mit einer Ausbeute von 21 Punkten in 32 Partien dar. Zur Saison 1991/92 unterzeichnete Poapst als Free Agent einen Kontrakt bei den Hampton Roads Admirals aus der East Coast Hockey League. Dort avancierte der links schießende Akteur rasch zu einem Star der Liga und gewann in seiner Debütsaison als professioneller Spieler mit den Admirals den Riley Cup. In der darauffolgenden Spielzeit 1992/93 scheiterte die Titelverteidigung und der Gewinn der dritten Meisterschaft in Folge wurde nicht erreicht.
Für Poapst hingegen stellte dies mit der Berufung ins First All-Star Team der Liga dennoch eine erfolgreiche Spielzeit dar. In derselben Saison sammelte der Kanadier erste Spielpraxis in der American Hockey League, als er für die Baltimore Skipjacks auf dem Eis stand. Die folgenden beiden Spieljahre verbrachte er ausschließlich bei den Portland Pirates in der American Hockey League. Während dieser Zeit gewann er mit dem Team in der Saison 1993/94 den Calder Cup, zwei Jahre später wurde ein weiterer Titelgewinn knapp verpasst. Poapst, der nie gedraftet worden war, wurde im Februar 1995 von den Washington Capitals aus der National Hockey League unter Vertrag genommen. Im Verlauf der Spielzeit 1995/96 debütierte er für die Caps in der National Hockey League und steuerte in neun Partien einen Treffer bei. Die Karriere des Kanadiers fand bis zum Ende des 20. Jahrhunderts vorwiegend in der American Hockey League statt. Lediglich in der Saison 1998/99 wurde er nochmals in 22 NHL-Spielen bei den Washington Capitals eingesetzt, in denen er punktlos blieb und acht Minuten auf der Strafbank verbrachte. Im Juli 2000 unterzeichnete er als Free Agent ein Vertragsverhältnis mit den Chicago Blackhawks.
Nachdem er die erste Spielzeit in der Organisation der Hawks noch jeweils zur Hälfte im NHL- und AHL-Kader verbracht hatte, etablierte er sich in den folgenden drei Jahren als fixer Bestandteil der Defensivabteilung des Traditionsteams. Das statistisch erfolgreichste Spieljahr war hierbei die Saison 2002/03 mit 13 Punkten in 75 Partien sowie einer +14-Bilanz in der Plus/Minus-Statistik. Die Spielzeit 2005/06 begann Poapst im Trikot der Pittsburgh Penguins, bevor er im Dezember 2005 im Austausch für Eric Boguniecki zu den St. Louis Blues transferiert wurde. Nach insgesamt 318 NHL-Einsätzen beendete der Verteidiger im Kalenderjahr 2006 seine aktive Laufbahn.
In der Saison 1994 war Poapst außerdem für die New England Stingers in der Roller Hockey International aktiv. In 20 Spielen erzielte er sechs Tore, verbuchte 23 Torvorlagen und verbrachte 47 Minuten auf der Strafbank. Sein Engagement beendete er mit einem Wert von −25 in der Plus/Minus-Bilanz.
Nach seinem Karriereende als aktiver Akteur begann Poapst eine Tätigkeit als Eishockeytrainer und war zunächst von 2007 bis 2010 als Cheftrainer der Chicago Steel aus der US-amerikanischen Juniorenliga United States Hockey League angestellt. Zur Saison 2010/11 wurde er in der Funktion des Assistenztrainers bei den Rockford IceHogs aus der American Hockey League tätig.

## Erfolge und Auszeichnungen
| - 1990 Whitelaw-Cup-Gewinn mit der Colgate University - 1992 Riley-Cup-Gewinn mit den Hampton Roads Admirals - 1993 ECHL First All-Star Team | - 1994 Calder-Cup-Gewinn mit den Portland Pirates - 1995 Teilnahme am AHL All-Star Classic - 2013 Aufnahme in die ECHL Hall of Fame |

## Karrierestatistik
(Legende zur Spielerstatistik: Sp oder GP = absolvierte Spiele; T oder G = erzielte Tore; V oder A = erzielte Assists; Pkt oder Pts = erzielte Scorerpunkte; SM oder PIM = erhaltene Strafminuten; +/− = Plus/Minus-Bilanz; PP = erzielte Überzahltore; SH = erzielte Unterzahltore; GW = erzielte Siegtore; 1 Play-downs/Relegation; Kursiv: Statistik nicht vollständig)